# 그리드의 양아들 일루기의 사가
《그리드의 양아들 일루기의 사가》(고대 노르드어: Illuga saga Gríðarfóstra 일루가 사가 그리다르포스트라)는 일루기(Illugi)라는 이름의 데인인 젊은이에 관한 포르날다르 사가이다. 이 사가는 그리 오래되지 않은 것으로, 현존하는 필사본 중에는 17세기에 작성된 것도 있다.